# Polinices draconis
Polinices draconis är en snäckart som först beskrevs av Dall 1903.  Polinices draconis ingår i släktet Polinices och familjen borrsnäckor. Inga underarter finns listade i Catalogue of Life.